# Stéphane Beel
Stéphane Beel (Kortrijk, 1 de noviembre de 1955) es un arquitecto belga representante de la Nueva Simplicidad surgida durante las últimas décadas del siglo XX en Flandes.

## Biografía
Estudió arquitectura en la Escuela de Gante, finalizando en 1980. En 1983 presentó una propuesta para la construcción de un hipermercado perteneciente a una famosa cadena de alimentación en Bruselas que captó la atención del sector y que le llevaría a participar en el concurso por el Premio Bonduelle que ganaría el Team Hoogpoort (compuesto por Xaveer de Geyter, Willem-Jan Neutelings, Arjan Karsseberg y el propio Beel). Todos ellos bebieron de forma directa o indirecta de las teorías propuestas tanto por Rem Koolhaas como por su estudio OMA.
Las colaboraciones entre algunos de estos arquitectos se sucederían durante muchos años. En 1993 fundó la oficina Beel & Achtergael Architecten, y en 2001 fundó el estudio Beel-De Geyter Architecten. Junto con de Geyter proyectó en 2006 la nueva extensión de la Universidad de Gante donde se sitúa la Facultad de Economía. Con Lieven Achtergael desarrolló proyectos como la Torre Tack en Kortrijk, construida entre 1994 y 1999, el Centraal Museum de Utrecht, erigido en las mismas fechas, el Palacio de Justicia de Gante, construido entre 1998 y 2006 o la villa V T, la cual fue erigida entre 2006 y 2009. Actualmente trabajan conjuntamente en proyectos como el Hospital militar de Ostende o el Hospital militar de Amberes.
En 1991 comenzó su actividad docente en la universidad de Lovaina, donde impartiría una asignatura de Ingeniería de la Arquitectura. Al año siguiente, continuó con su labor como profesor en la universidad de Gante, manteniendo la misma materia.
También en 1991 fue galardonado con el Premio Charles Wilford en la sección de edificios públicos, premio que repetiría en 1997 en la misma categoría. En 1992 recibió una mención honorífica del premio Pabellón Mies van der Rohe de Barcelona, la cual se repitió en 1997 y 2001. En 1993 recibió el Premio de la Comunidad Flamenca de las Artes Plásticas y en 1996 elegido como Miembro Honorífico de la Asociación de Arquitectos Alemanes.